# André da Rocha
André da Rocha este un oraș în Rio Grande do Sul (RS), Brazilia.